# Krzyż Ratowania Ginących
Krzyż Ratowania Ginących (lit. Žūvančiųjų gelbėjimo kryžius) – jedno z litewskich odznaczeń państwowych ustanowione w 1930 i przyznawane osobom ratującym życie innych.

## Historia
Krzyż Ratowania Ginących został ustanowiony w 1930 i był przyznawany do 1940. Przeznaczony był do nagradzania policjantów, strażaków i innych Litwinów ratujących życie innych obywateli tego kraju poza jego granicami. Odznaczono nim 46 obywateli litewskich. Odznaczenie zostało zlikwidowane po zajęciu Litwy przez ZSRR. Po odzyskaniu niepodległości przez Litwę w 1991 odznaczenie zostało odnowione w niemal identycznej formie i jest nadawane przez prezydenta kraju. W latach międzywojennych odznaczenie było produkowane przez paryską firmę medalierską Arthus Bertrand. Obecnie jest wytwarzane w Wilnie przez firmę „Gurtana”.

## Zasady nadawania
Krzyż Ratowania Ginących może być nadawany zarówno obywatelom litewskim i obcokrajowcom za ratowanie życia innych z narażeniem własnego na terytorium Litwy lub ratowanie życia obywateli litewskich poza granicami Litwy. Krzyż Ratowania Ginących może być przyznawany wielokrotnie, a nowe nadanie oznacza się trójlistną gwiazdką umieszczaną na wstążce krzyża i na baretce. Do 1940 odznaczenie to otrzymały jedynie 44 osoby, a współcześnie 345 osób. Odznaczenie to przyznawane jest także za czyny bohaterstwa przy ratowaniu życia ludzkiego podczas II wojny światowej, m.in. za ratowanie Żydów.

## Wygląd
Odznaką Krzyża Ratowania Ginących jest emaliowany na czerwono mosiężny krzyż grecki na którym znajduje się stylizowane wyobrażenie białego gołębia w locie, trzymającego w dziobie gałązkę laurową. Poniżej znajdują się litery SOS. Rewers krzyża jest identyczny, jednakże zamiast gołębia i liter SOS znajduje się tam okrągły medalion z wyobrażeniem litewskiej Pogoni na tle z czerwonej emalii. Dookoła napis ŽŪVANČIŲJŲ GELBĖTOJUI (ratowanie ginących) na tle z czarnej emalii. Krzyż zawieszany jest na klamrze umocowanej na wstążce z ciemnoczerwonej mory z dwoma białymi paskami, wąskim i szerokim, wzdłuż obu brzegów wstążki. Szerokość wstążki 32 mm. Przedwojenna wersja krzyża posiadała na rewersie nieco inaczej stylizowaną litewską Pogoń i napis ŽŪSTANČIŲ GELBĖTOJUI (ratowanie ginących). Kolejne nadania Krzyża są oznaczane poprzez nałożenie na wstążkę (i baretkę) złoconego trójliscia.